# Guanmenshan Shengtaiyuan
Guanmenshan Shengtaiyuan (kinesiska: 关门山) är en park i Kina. Den ligger i provinsen Liaoning, i den nordöstra delen av landet, omkring 97 kilometer sydost om provinshuvudstaden Shenyang.
Runt Guanmenshan Shengtaiyuan är det ganska tätbefolkat, med 93 invånare per kvadratkilometer. Närmaste större samhälle är Xiaoshi, 18,3 km norr om Guanmenshan Shengtaiyuan. I omgivningarna runt Guanmenshan Shengtaiyuan växer i huvudsak blandskog.
Genomsnittlig årsnederbörd är 1 193 millimeter. Den regnigaste månaden är juli, med i genomsnitt 316 mm nederbörd, och den torraste är januari, med 11 mm nederbörd.